# Xã Schoolcraft, Quận Houghton, Michigan
Xã Schoolcraft (tiếng Anh: Schoolcraft Township) là một xã thuộc quận Houghton, tiểu bang Michigan, Hoa Kỳ. Năm 2010, dân số của xã này là 1.839 người.